# Joseph Sullivan
Joseph Sullivan (født 11. april 1987 i Rangiora, New Zealand) er en newzealandsk tidligere roer og olympisk guldvinder.
Sullivan vandt guld i dobbeltsculler ved OL 2012 i London sammen med Nathan Cohen. Parret henviste i finalen italienerne Alessio Sartori og 
Romano Battisti til sølvmedaljerne, mens slovenerne Luka Špik og Iztok Čop fik bronze.
Sullivan er også dobbelt verdensmester i dobbeltsculler, fra henholdsvis 2010 og 2011, begge gange som makker med Nathan Cohen.

## OL-medaljer
- 2012:  Guld i dobbeltsculler